# 나는 맹세하노라, 나의 조국이여
나는 맹세하노라, 나의 조국이여(영어: I Vow to Thee, My Country)는 1921년 구스타브 홀스트의 행성 모음곡 중 4악장 목성에 세실 스프링 라이스의 시를 붙여 노래한 것으로 영국의 애국가이자 영국령 인도양 지역의 비공식 노래이다.

## 노랫말
I vow to thee, my country, all earthly things above,
조국이여, 나 그대에게 맹세하노라. 이 세상 모든 것 가운데
Entire and whole and perfect, the service of my love;
가장 완전하고 모자람이 없으며 완벽한 조국이여. 내 사랑의 헌신을,
The love that asks no question, the love that stands the test,
아무것도 묻지 않는 사랑을, 그 시험까지도 견뎌내는 사랑을,
That lays upon the altar the dearest and the best;
제단 위에 놓인 가장 경애하고 지고의
The love that never falters, the love that pays the price,
흔들리지 않는 사랑을, 그 은혜에 보답하는 사랑을,
The love that makes undaunted the final sacrifice.
내 삶을 다 바칠 희생도 두렵지 않게하는 사랑을.
I heard my country calling, away across the sea,
나는 바다 건너 나의 조국의 부르심을 들었네,
Across the waste of waters she calls and calls to me.
망망대해를 건너 그대 조국은 날 애타게 찾는도다.
Her sword is girded at her side, her helmet on her head,
조국은 그의 검을 옆에 차고, 그의 투구를 머리에 썼으며,
And round her feet are lying the dying and the dead.
그 발치에는 죽어가는 자들과 죽은 자들이 누워 있네.
I hear the noise of battle, the thunder of her guns,
나는 전투의 소리를, 조국의 우레 같은 포성을 듣네.
I haste to thee my mother, a son among thy sons.
조국의 아들 가운데 하나인 나는 어머니 조국 을 위하여 서두르는도다!
And there's another country, I've heard of long ago,
그리고 또 하나의 나라가 있네. 오래전부터 들었던
Most dear to them that love her, most great to them that know;
그곳을 사랑하는 모든 이들이 그리며, 그곳을 아는 모든 이들에게 가장 위대한,
We may not count her armies, we may not see her King;
우리는 그곳의 군대를 셀 수도, 그 임금님을 뵙지 못하나
Her fortress is a faithful heart, her pride is suffering;
우리의 신실한 마음이 그의 요새가 되고, 그의 고난이 나라의 자랑인.
And soul by soul and silently her shining bounds increase,
마음에서 마음으로 그리고 조용하게, 그의 빛나는 약동이 커지니,
And her ways are ways of gentleness, and all her paths are peace.
그 나라의 방식은 인자하고, 그 모든 길은 평화의 길이로다.